# 韋蘭鎮區 (密歇根州)
韋蘭鎮區（英語：Wayland Township）是位於美國密歇根州阿勒根縣的一個行政鎮區。

## 地方資料
韋蘭鎮區的面積為86.60平方千米，當中陸地面積為84.50平方千米，而水域面積為2.10平方千米。根據2010年美國人口普查的數據，當地共有人口3088人，而人口密度為每平方千米35.66人。